# Observatório Parque Marinho Eilat
Observatório Parque Marinho Eilat (פארק המצפה התת-ימי באילת - Observatory Marine Park Eilat) é um Museu e Aquário com um parque de diversões dedicada à "Mar Animels" com um Underewater Observatório em Mar Vermelho. o Observatório Marine Park localizado na "Praia sul" de Eilat, Israel na "Coral Reserve parque".